# 普法弗奈姆
普法弗奈姆（法語：Pfaffenheim，法語發音：[pfafənaim] ⓘ）是法国上莱茵省的一个市镇，属于坦恩-盖布维莱尔区。

## 地理
普法弗奈姆（47°59'4"N, 7°17'22"E）面积14.57 平方千米，位于法国大東部大區上莱茵省，该省份为法国东部内陆省份，是阿尔萨斯的一部分，今与下莱茵省组成了阿尔萨斯欧洲集体，其北临下莱茵省，西接孚日省，西南接贝尔福地区省，东侧沿莱茵河与德国相望，南与瑞士接壤。
与普法弗奈姆接壤的市镇（或旧市镇、城区）包括：鲁法克、韦斯塔尔滕、奥森巴克、苏尔茨马特、盖伯什维尔、阿特斯塔。
普法弗奈姆的时区为UTC+01:00、UTC+02:00（夏令时）。

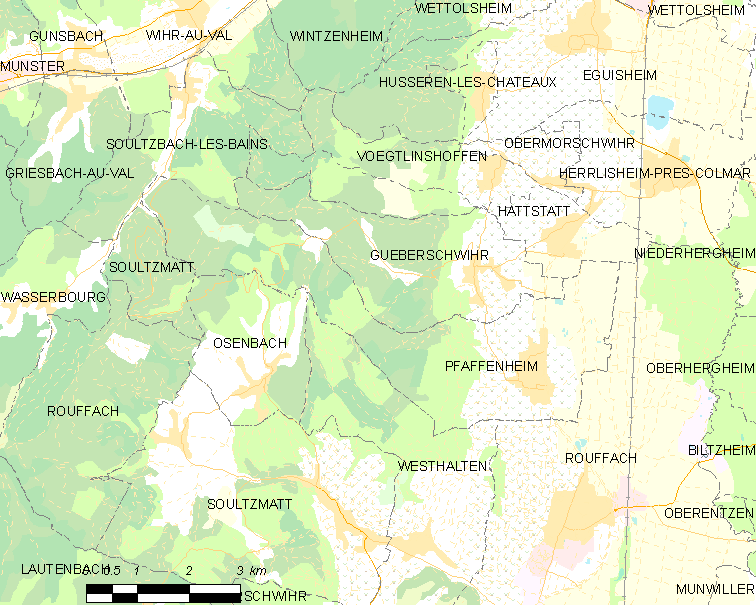
普法弗奈姆的OSM定位图

## 行政
普法弗奈姆的邮政编码为68250，INSEE市镇编码为68255。

## 政治
普法弗奈姆所属的省级选区为温策奈姆县。

## 人口

1962-2008年间普法弗奈姆人口变化图示

普法弗奈姆于2022年1月1日时的人口数量为1349人。